# Enrico Baj
Enrico Baj (Milano, 31 ottobre 1924 – Vergiate, 16 giugno 2003) è stato un pittore, scultore e saggista italiano.

## Biografia

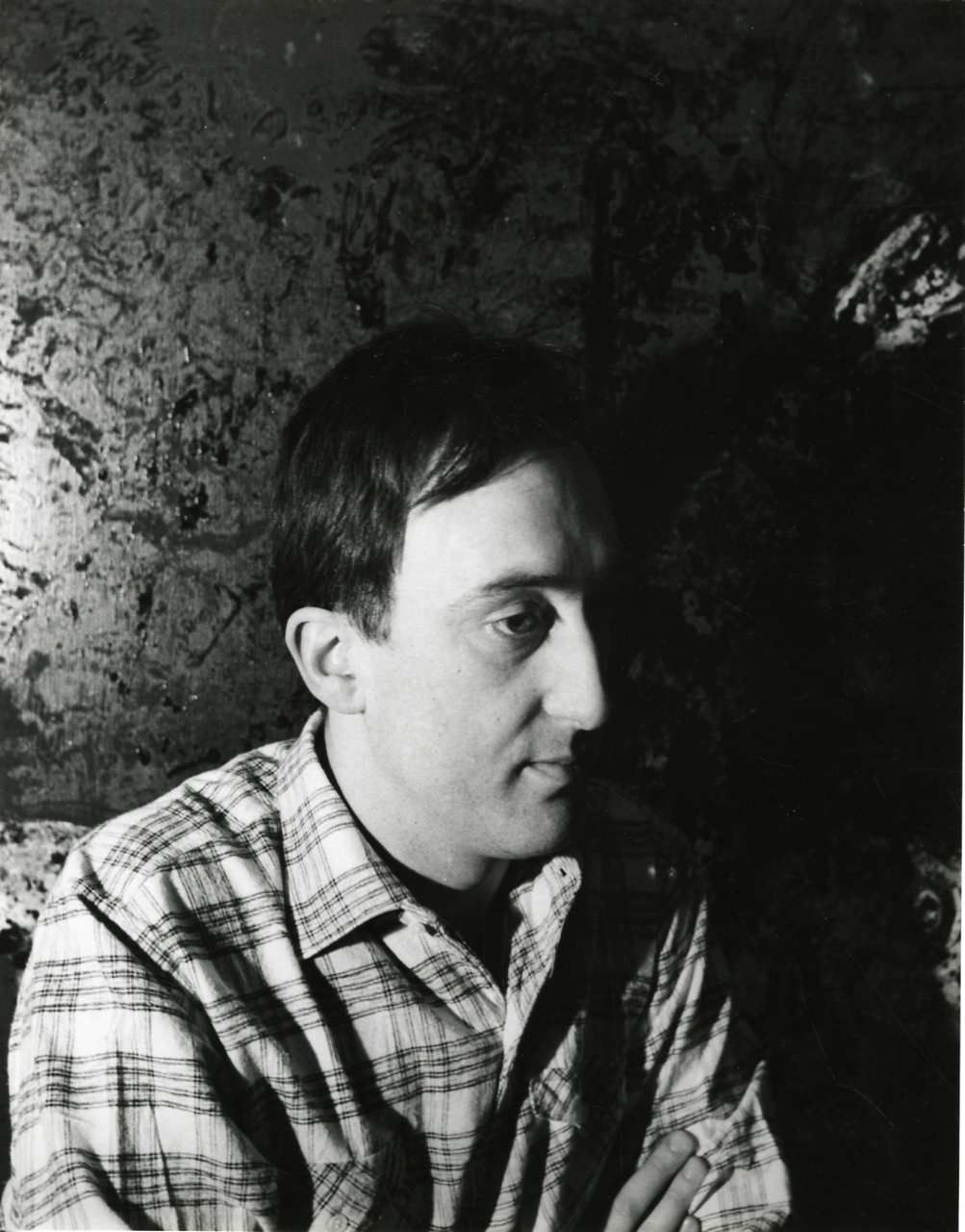
Enrico Baj in una foto di Paolo Monti del 1955

Studiò al Liceo Ginnasio Giovanni Berchet, quindi iniziò gli studi di Medicina all'Università degli Studi di Milano, per abbandonarli dopo la seconda guerra mondiale a favore della Facoltà di Giurisprudenza (che completò diventando avvocato) e dell'Accademia di belle arti di Brera, che frequentò parallelamente.
Baj ha sempre avuto rapporti con poeti e letterati italiani e stranieri (André Breton, Marcel Duchamp, Raymond Queneau, Edoardo Sanguineti, Umberto Eco ed altri ancora) ed ha collaborato con le proprie illustrazioni alle edizioni di testi classici e moderni. Enrico Baj dedica una sua opera a Carlo Ernesto Accetti nel 1958.
Nel 1951 tenne la prima personale alla Galleria San Fedele di Milano, dove espose opere informali; nello stesso anno fondò insieme a Sergio Dangelo il Movimento della Pittura Nucleare. Nel 1953, insieme ad Asger Jorn, fondò il Movimento internazionale per una Bauhaus immaginista, in polemica con la Scuola di Ulm di Max Bill; nel 1954 i due artisti diedero vita agli Incontri internazionali della ceramica ad Albissola Marina presso le Ceramiche Mazzotti, ai quali parteciparono Lucio Fontana, Emilio Scanavino, Karel Appel, Guillaume Corneille, Roberto Matta, Aligi Sassu, Édouard Jaguer e altri.
Negli anni cinquanta collaborò alle riviste d'avanguardia Il Gesto, Boa e Phases. Nel corso degli anni, la passione per la scrittura aumentò, portandolo alla pubblicazione di numerosi libri, tra i quali Patafisica (1982), Automitobiografia (1983), Impariamo la pittura, Fantasia e realtà con Guttuso, Ecologia dell'arte.
La moglie di Enrico Baj fu Roberta Cerini con cui ebbe 4 figli: Angelo, Andrea, Pietro e Marianna. I quali ebbero altri figli per esempio il grande Fabrizio Baj
Nel 1957 firmò il manifesto Contro lo stile e tenne la prima personale all'estero, presso la Gallery One di Londra; Nel 1959 partecipa con altri 15 pittori e con Franco Palumbo, G. Novelli, A. Perilli, M. Rotella, alla Prima Rassegna Documento dell'Arte Attuale nel Sud (Galleria San Carlo). nel 1959 aderì al Manifeste de Naples. Nel 1962 partecipò a New York alla mostra The Art of Assemblage, in occasione della quale conobbe Duchamp. Tra il 1963 e il 1966 trascorse molte tempo a Parigi, dove entrò a far parte del Collège de 'Pataphysique. Nel 1964 ottenne una sala personale alla Biennale di Venezia e nello stesso anno espose alla Triennale di Milano.
Sempre attento agli aspetti sociali del proprio lavoro, consacrò nel 1972 una grande tela a "I funerali dell'anarchico Pinelli" (o, secondo l'intendimento del pittore, "L'assassinio dell'anarchico Pinelli"), dove riprese le proprie figure ispirate a Guernica ed i propri personaggi grotteschi e da parodia. Dopo quarant'anni e varie esposizioni fuori dal capoluogo lombardo, nell'estate 2012 l'opera è stata esposta dove inizialmente previsto, ossia al Palazzo Reale di Milano.
Il manifesto ed il bando di gara ufficiali del torneo San Giorgio su Legnano scacchi riportano la scultura Gli scacchi dell'artista, da sempre logo della manifestazione. Baj aveva deciso, come gesto di amicizia nei confronti degli organizzatori del torneo, di permettere gratuitamente la riproduzione della sua opera per pubblicizzare la competizione.
Nel 2023 opere di Baj sono state esposte nella collettiva PataAsemica presso la Stecca 3 di Milano. La mostra, a cura di Duccio Scheggi, Marco Garofalo e Giuseppe Calandriello, sviluppava un dialogo estetico-concettuale tra la Patafisica e la Scrittura asemica..
Il 19 febbraio 2025 è stata inaugurata una sala con alcune sue opere tra cui il dipinto "I funerali dell'anarchico Pinelli" presso il Museo del '900 a Milano, in Piazza del Duomo.
L'archivio dell'artista è conservato presso l'Archivio del '900 del Mart di Rovereto.

## Pensiero artistico
Baj ha aderito, nel corso della sua vita, a vari movimenti artistici che hanno fatto la storia del XX secolo: il Nouveau Réalisme, il Surrealismo, la Patafisica, il Movimento Nucleare
Da tali scelte traspare immediatamente l'animo di questo artista e la sua capacità di eviscerare la realtà fino alle dimensioni atomiche, elaborandone un'interpretazione del tutto personale. Con l'utilizzo dei più disparati materiali, quali il legno, le stoffe, il meccano, i tubi idraulici, Baj ci ha consegnato una visione mostruosa del mondo, attraverso la moda come forma degradata dell'arte e attraverso l'incontrollabile progresso della tecnologia: ormai regina del genere umano, responsabile della sua robotizzazione e del moderno prevalere della forma sulla sostanza.

## Attività artistica
Baj ha utilizzato tecniche diverse, dal dripping al collage, talvolta contemporaneamente insieme a intarsio e impiallacciatura, come nelle Modificazioni (1959-1960). Nelle Cravatte del 1967-1968 ha utilizzato materiali plastici. L'Apocalisse del 1978 è un puzzle tridimensionale che lo ha portato nuovamente ad avvicinarsi al teatro dopo le esperienze degli anni sessanta.

Opere di Enrico Baj fotografate da Paolo Monti nello studio dell'artista nel 1960
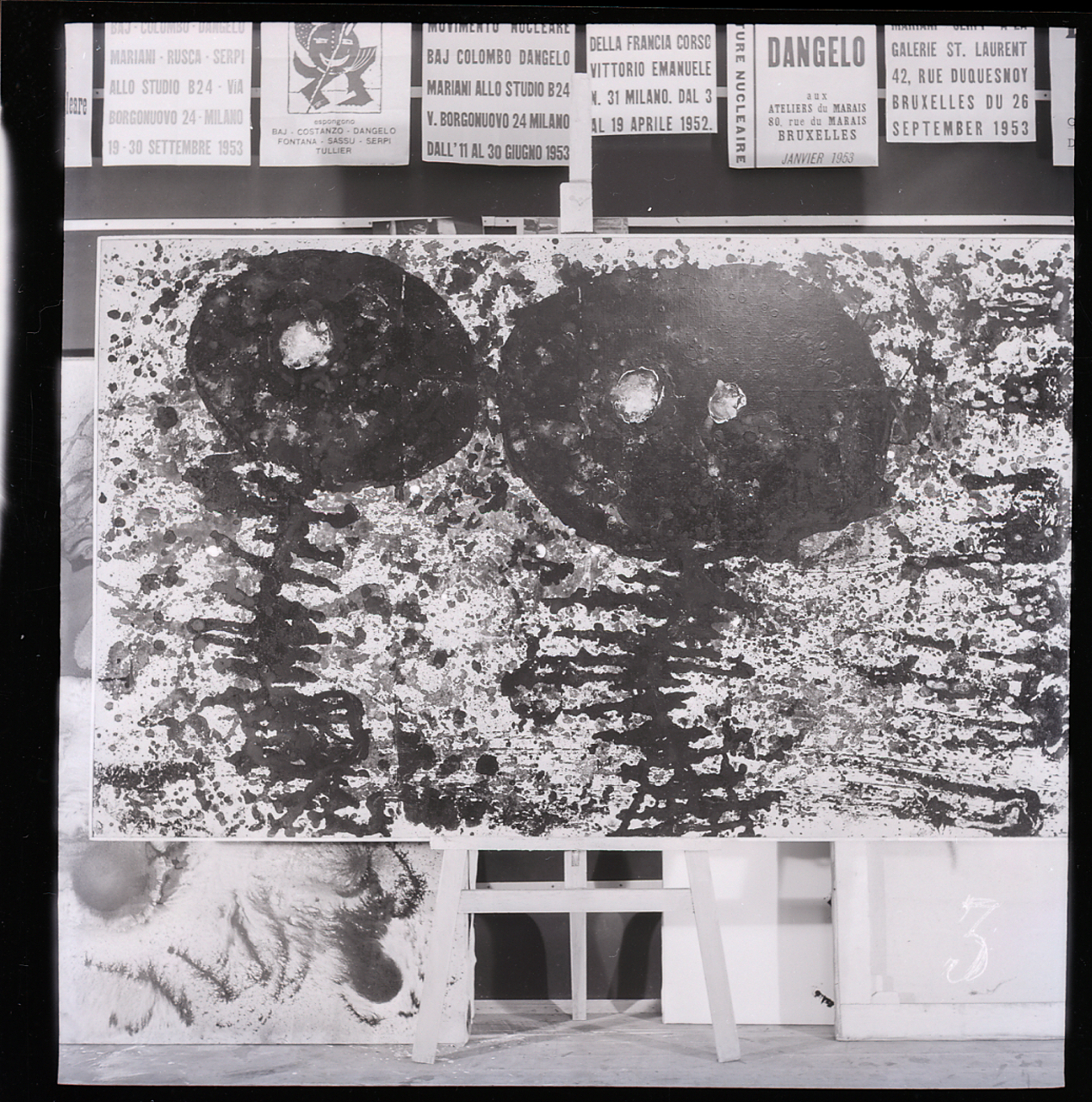

Il Surrealismo e il Dadaismo marcarono profondamente la sua opera; i collage fatti di materiali diversi (medaglie, bottoni, passamanerie, mescolati alla pittura) sono vicini da una parte all'opera di Kurt Schwitters e Francis Picabia, dall'altra risentono dello spirito di Alfred Jarry con il suo Ubu Roi.

## Opere nei musei
- Museo civico del Castello di Masnago, Masnago (Varese)
- Galleria d'arte moderna e contemporanea, Bergamo
- Galleria nazionale d'arte moderna di Roma con l'opera Dama (1963).
- Museo Santa Barbara (MuSaBa), Mammola (RC)
- Museo arte Gallarate
- Museo del '900 presso l'Arengario, Milano
- MAP Museo Arte Plastica, Castiglione Olona
- Museo della collezione Berardo, Lisbona (Profilo,1960 - Piccolo,1962)
- Museo internazionale delle marionette Antonio Pasqualino, Palermo (marionette realizzate per gli spettacoli Le bleu-blanc-rouge et le Noir, Roncisvalle e Mahabharata, Théâtre L'Arc en terre, 1987)
- Collezione Roberto Casamonti, Firenze - My love (1960)